# Bílsko
Bílsko (deutsch Bilsko, älter Birlitz) ist eine Gemeinde in Tschechien. Sie liegt 18 Kilometer nordwestlich des Stadtzentrums von Olomouc und gehört zum Okres Olomouc.

## Geographie
Bílsko befindet sich im Nordwesten des Drahaner Berglandes im Quellgebiet des Bílský potok, eines Zuflusses zur Blata. Südlich erhebt sich der Hügel Skalky (356 m).
Nachbarorte sind Loučka im Norden, Cholinský Dvorek und Cholina im Nordosten, Odrlice im Osten, Senička im Südosten, Cakov im Süden, Vilémov im Südwesten, Pratná und Luká im Westen sowie Ješov und Slavětín im Nordwesten.

## Geschichte
Die erste urkundliche Erwähnung des Dorfes soll nach Aussage des Historikers Ladislav Hosák im Jahre 1349 erfolgt sein, jedoch gab er für diese Erkenntnis keine Quelle an. Gesichert ist die Existenz des zur Herrschaft Chudobín gehörigen Dorfes Bílsko erst durch eine Urkunde von 1672, in der der Besitzer der Herrschaft, Andreas Leopold Volčinský von Volčín, dem Dorf den Wald Občina übertrug. Wahrscheinlich lag der Ort zuvor, wie viele Dörfer der Herrschaft, seit dem Dreißigjährigen Krieg wüst und wurde dann von Deutschen wieder besiedelt. Bis zur Aufhebung der Patrimonialherrschaften blieb Bílsko nach Chudobín untertänig. 1850 kam das Dorf zum Politischen Bezirk Litovel, wo auch das zuständige Bezirksgericht seinen Sitz hatte.
Nach der Auflösung des Okres Litovel kam Bílsko 1960 zum Okres Olomouc. Zum 1. Januar 1980 erfolgte die Eingemeindung nach Cholina. Seit 1990 besteht die Gemeinde Bílsko wieder. Seit 1996 befindet sich im Ort eine Niederlassung der Sozialfürsorgeanstalt Nové Zamky. Im Jahre 2003 erhielt das Dorf ein Wappen und Banner.

## Gemeindegliederung
Für die Gemeinde Bílsko sind keine Ortsteile ausgewiesen.

## Sehenswürdigkeiten
- Herz-Jesu-Kirche, erbaut 1903
- Gedenkstein für die Opfer des Ersten Weltkrieges, aufgestellt 1920